# بيرني شانون
بيرني شانون (بالإنجليزية: Bernie Shannon)‏ هو لاعب كرة قدم أسترالية أسترالي، ولد في 12 فبراير 1929، وتوفي في 19 فبراير 2014.

## وصلات خارجية
- بيرني شانون على موقع AustralianFootball.com (الإنجليزية)
- بيرني شانون على موقع AFLtables.com (الإنجليزية)